# The National (Band)
The National ist eine 1999 gegründete US-amerikanische Band. Die Texte der Band werden als „dunkel, melancholisch und schwer zu interpretieren“ beschrieben. Der Stil von The National wird dem Indie-Rock zugeschrieben und etwa mit Joy Division, Leonard Cohen, Wilco und Nick Cave and the Bad Seeds verglichen. Die Bariton-Stimme des Sängers Matt Berninger gibt der Band ihren Wiedererkennungswert. Komplettiert wird die Gruppe durch die beiden Brüderpaare Aaron und Bryce Dessner sowie Scott und Bryan Devendorf.
Die Mitglieder stammen aus Cincinnati, Ohio und leben in New York.

## Bandgeschichte

### Die Anfänge

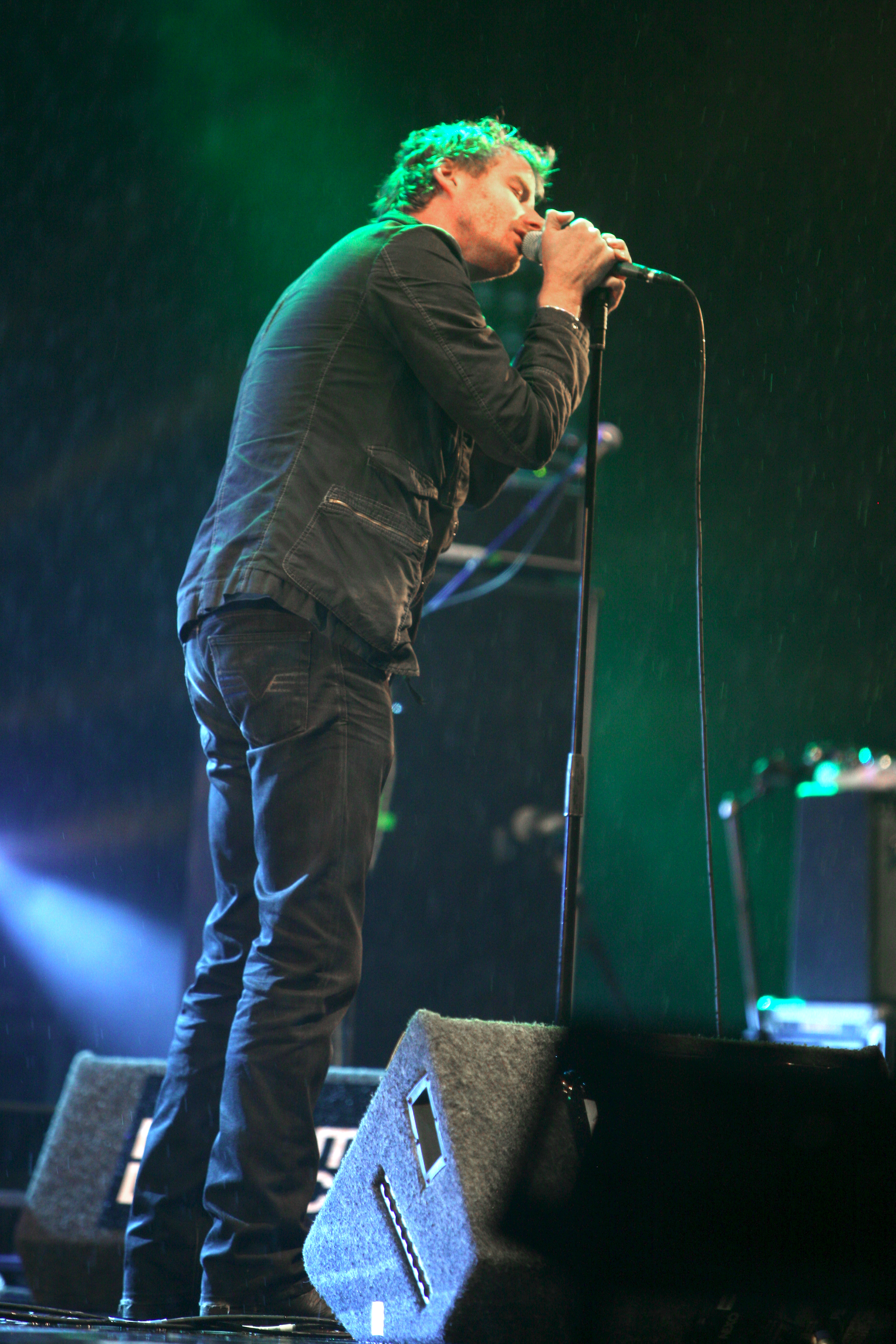
Matt Berninger in Paris (2007)

1991 traf Matt Berninger auf Scott Devendorf, beide studierten an der Universität von Cincinnati. Dort trafen sie auf Mike Brewer, Casey Reas und Jeff Salem und gründeten die Lo-Fi-Garage-Band Nancy, die nach Matts Mutter benannt wurde. Die Band war fünf Jahre zusammen, nahm aber in dieser Zeit nur ein Album mit dem Titel 3429 Ruther auf, das bei dem Label Wife Records veröffentlicht wurde. Die Gruppe löste sich auf, als Matt, Scott, Jeff und Casey nach Brooklyn zogen.
Bryan, Bryce und Aaron waren von Kindesbeinen an Freunde, die in verschiedenen Bands zusammenspielten. Als ihr Project Nim sich 1998 auflöste, schlossen sie sich Matt und Scott in Brooklyn an.
Ihre neue Band nannten sie The National. Mehrere Mitglieder arbeiteten während der ersten Jahre weiter in bürgerlichen Berufen und erlebten dabei aus nächster Nähe die Dotcom-Blase New Yorks der späten 1990er Jahre mit.

### Das Debütalbum:The National
Ihr erstes Album The National wurde 2001 auf Brassland veröffentlicht. Das Label gehörte den Bandmitgliedern Aaron und Bryce Dessner und einem Freund, Alec Hanley Bemis. Ihr Debüt-Album legte den Grundstein für die Karriere der Band. Vor Veröffentlichung hatten sie einige Liveshows gespielt.

### Sad Songs for Dirty Lovers
The Nationals zweites Album Sad Songs for Dirty Lovers erschien 2003. Erstmals arbeitete die Band mit Peter Katis als Produzenten, der später auch an den beiden folgenden Alben Alligator und Boxer beteiligt ist. Das Magazin Uncut und die Zeitung Chicago Tribune bezeichneten Sad Songs for Dirty Lovers als eines der Alben des Jahres.

### Cherry TreeEP
2004 veröffentlichten The National die EP Cherry Tree, die bereits Live-Versionen von About Today und All the Wine enthält, zwei Stücke des folgenden Albums. Die Veröffentlichung der EP wurde als Erfolg gewertet, The National gingen zusammen mit der Band The Walkmen auf Tour.
Ebenfalls 2004 gaben die Bandmitglieder ihre Nebenberufe auf und unterzeichneten einen Vertrag mit ihrem neuen Label Beggars Banquet Records, weil die Leitung eines eigenen Labels „zu kompliziert“ wurde.
Der Song About Today wurde in den Soundtracks der Filme Warrior und The East verwendet.

### Alligator
Ihr erstes Album bei Beggars Banquet heißt Alligator, es wurde 2005 veröffentlicht. Das Album fand bei der Kritik großen Anklang und erreichte eine hohe Platzierung in den Charts zum Album des Jahres der Los Angeles Times und Pitchfork.
Alligator brachte der Band zahlreiche neue Konzert-Besucher. Sie spielte nun unter anderem ausverkaufte Shows im Troubadour in Los Angeles und der Webster Hall in New York. The National tourten zusammen mit Clap Your Hands Say Yeah und den Editors und spielten bei zahlreichen Festivals, darunter 2006 beim Pitchfork Music Festival und den Festivals in Reading und Leeds.

### Boxer
The National veröffentlichte ihr viertes Album Boxer am 22. Mai 2007. Es erhielt wie Alligator viel Lob von Musikkritikern. Das Album enthält Beiträge verschiedener Gastmusiker, unter anderem Sufjan Stevens und Doveman (Thomas Bartlett). Es wurde von Stereogum.com zum zweitbesten Album des Jahres und vom Paste Magazine zum besten Album des Jahres gewählt.
Am 24. Juli 2007 spielten The National Fake Empire in der Late Show with David Letterman und am 26. September 2007 Apartment Story in Craig Fergusons Show.
Im Sommer 2008 eröffnete die Band zusammen mit Modest Mouse die Promotion-Tour für das R.E.M.-Album Accelerate. Sie spielte auch viele Festivals in Europa und Nordamerika, einschließlich Coachella, Sasquatch, Glastonbury, Haldern Pop, Rock Werchter, Optimus Alive!, Oxegen, Benicassim, Lowlands, T Wireless O2, Rock im Park, All Points West und Lollapalooza.

### A Skin, a Nightund dieVirginia EP
Im Mai 2008 veröffentlichte die Band ihren ersten abendfüllenden Dokumentarfilm mit dem Titel A Skin, a Night auf DVD. Der Film von Regisseur Vincent Moon dokumentiert das Leben der Band während der Produktion von Boxer und kurz vor einer Show im Londoner Koko Club. Zusammen mit der DVD-Veröffentlichung wurde eine CD-Sammlung von B-Seiten und Raritäten unter dem Titel The Virginia EP veröffentlicht.
Die Zusammenarbeit mit Vincent Moon begann lange vor den Dreharbeiten zur DVD. Vincent Moon entdeckte die Band nach der Veröffentlichung ihres ersten Albums und freundete sich mit den Bandmitgliedern nach einer Show in Paris an. Bald nach diesem Treffen drehte Moon Musikvideos zu den National-Liedern Daughters of the Soho Riots und Lit Up. Es waren seine ersten Musikvideos überhaupt.

### High Violet,Trouble Will Find Meund weitere Veröffentlichungen

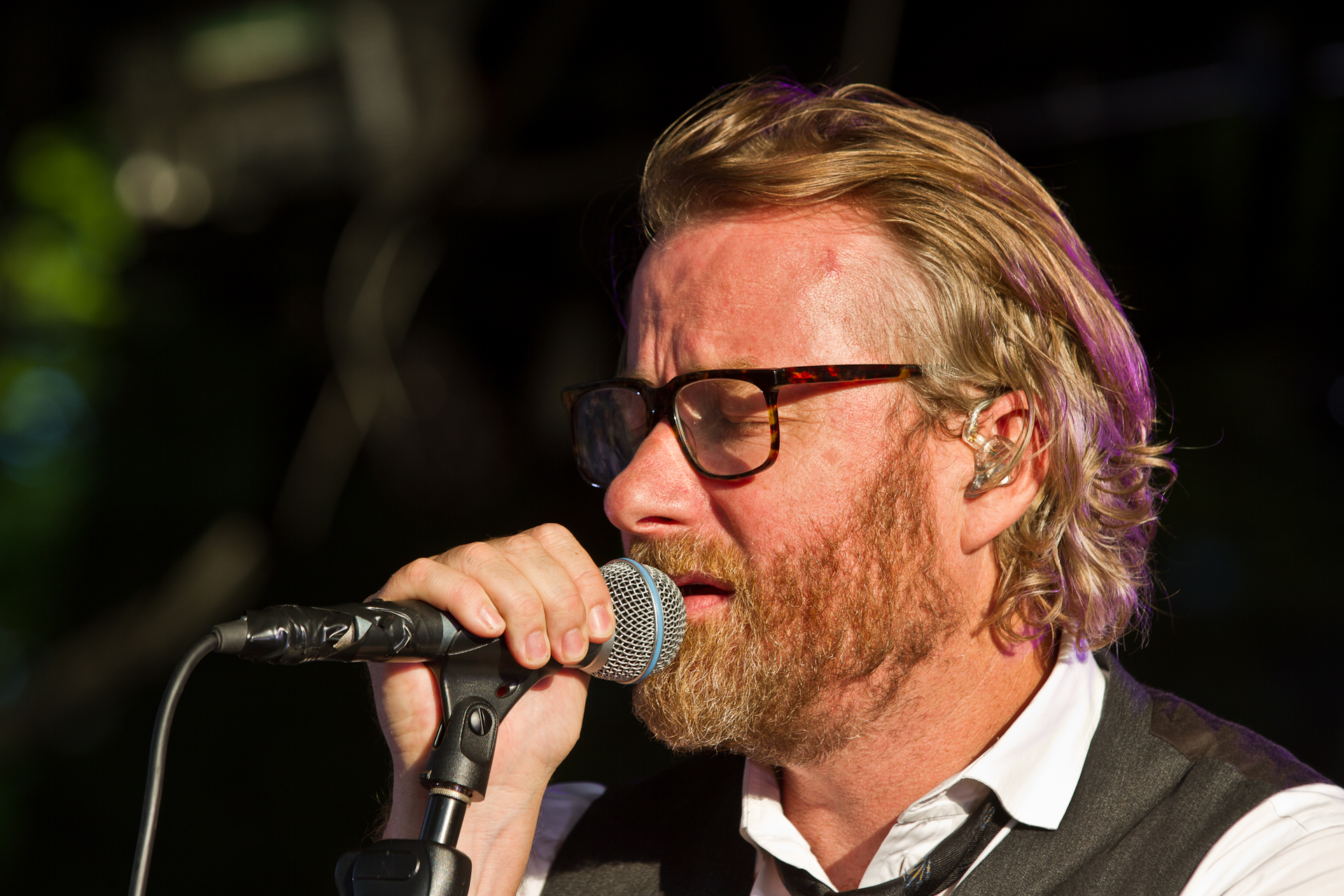
Matt Berninger am Kölner Tanzbrunnen (2014)

Am 17. Dezember 2008 informierte die Band die Mitglieder ihrer Mailing-Liste darüber, dass sie in den Anfängen der Aufnahme eines neuen Albums steckte. In einem Interview von Pitchfork Ende März 2009 sagte Aaron Dessner, das Album habe noch keinen Namen, aber es sei wahrscheinlich, dass es in der Tradition der bisherigen zwei Alben mit einem „C“ beginnen werde.
Am 17. Februar 2009 veröffentlichten Aaron und Bryce Dessner eine Zusammenstellung mit diversen Künstlern unter dem Titel Dark Was the Night auf dem Label 4AD (das ursprüngliche Label Beggar’s Banquet Records fusionierte zuvor mit 4AD). Die Doppel-CD mit 31 Songs erschien zugunsten der Red Hot Organization. Sie beinhaltet einen neuen Song der Band mit dem Titel So Far Around the Bend.
Am 10. März 2010 spielte The National den Titel Terrible Love in der Late Night with Jimmy Fallon. Am 25. März veröffentlichte die Band Bloodbuzz Ohio als erste Single aus dem neuen Album High Violet und stellte das Lied zum kostenlosen Download auf ihre Website. Das Album kam am 11. Mai 2010 heraus.
Am 19. April 2011 veröffentlichte die Band den Soundtrack Exile Vilify zum Computerspiel Portal 2, der vor der Veröffentlichung auf Grund von Änderungen im Spielablauf umgeschrieben werden musste.
Im Jahr 2012 nahm die Band den Song The Rains of Castamere für den Soundtrack der zweiten Staffel der Serie Game of Thrones auf.
Am 20./21. Mai 2013 (UK/Nordamerika) erschien das neue Album Trouble Will Find Me.
Im August 2013 kündigte die Band ihr nächstes Projekt an. Demnach wolle man gemeinsam mit diversen Gastmusikern ein Coveralbum zu Ehren von Grateful Dead aufnehmen.
Am 17. April 2013 hatte die Band-Dokumentation Mistaken for Strangers von Tom Berninger, Bruder des Frontmanns Matt Berninger, Premiere beim Tribeca Film Festival. Er hatte The National auf der High Violet-Tour begleitet.

### Sleep Well BeastundI Am Easy to Find
Im Mai 2017 gab die Band bekannt, dass das neue Album Sleep Well Beast im September erscheinen wird, die erste Single war The System Only Dreams in Total Darkness. Das Album erschien am 8. September 2017. Bei den Grammy Awards 2018 wurde es als „Bestes Alternative-Album“ ausgezeichnet.
Eineinhalb Jahre nach Veröffentlichung ihres letzten Albums brachten The National im März 2019 die Single You Had Your Soul with You als ersten Vorboten ihres achten Albums I Am Easy to Find, das Mitte Mai erschien, heraus. Zusätzlich zu dem Album wurde ein gleichnamiger, 24-minütiger Kurzfilm veröffentlicht. Regie führte Mike Mills, der auch in die Produktion des Albums eingebunden wurde, die Hauptrolle übernahm Oscarpreisträgerin Alicia Vikander.

### First Two Pages of FrankensteinundLaugh Track
Am 28. April 2023 erschien ihr neuntes Studioalbum First Two Pages of Frankenstein, auf dem die Gastmusiker Sufjan Stevens, Phoebe Bridgers und Taylor Swift vertreten sind.
Die Band kündigte das Überraschungsalbum Laugh Track drei Tage vor seiner Veröffentlichung beim Homecoming Festival in Cincinnati, am 15. September 2023 an. Die Gastmusiker Bon Iver, Phoebe Bridgers und Rosanne Cash wirkten an dem Album mit.

## Politische Unterstützung
Die Band unterstützte Barack Obamas Präsidentschaftskandidatur 2008. Im Juli dieses Jahres verkauften die Mitglieder T-Shirts mit einem Bild Obamas und den Worten Mr. November als doppelten Verweis auf eines der Lieder auf Alligator und dem Monat der US-Präsidentschaftswahlen. Alle Erlöse wurden für Obamas Wahlkampagne gespendet.
Ihr Lied Fake Empire wurde während der Wahlkampagne auf vielen Veranstaltungen gespielt und am 28. August 2008 als Soundtrack für ein Video während der Democratic National Convention in Denver gezeigt.

## Kunst
Unter dem Projekttitel A Lot of Sorrow des Künstlers Ragnar Kjartansson spielten The National am 5. Mai 2013 live vor Publikum sechs Stunden lang im MoMA den Titel Sorrow in 100 Wiederholungen. Ein Video des Künstlers dokumentiert den Auftritt, der auch später auf Schallplatte erschien.

## Diskografie

### Studioalben
| Jahr | Titel Musiklabel                                   | Höchstplatzierung, Gesamtwochen, AuszeichnungChartplatzierungen (Jahr, Titel, Musiklabel, Platzierungen, Wochen, Auszeichnungen, Anmerkungen) | Höchstplatzierung, Gesamtwochen, AuszeichnungChartplatzierungen (Jahr, Titel, Musiklabel, Platzierungen, Wochen, Auszeichnungen, Anmerkungen) | Höchstplatzierung, Gesamtwochen, AuszeichnungChartplatzierungen (Jahr, Titel, Musiklabel, Platzierungen, Wochen, Auszeichnungen, Anmerkungen) | Höchstplatzierung, Gesamtwochen, AuszeichnungChartplatzierungen (Jahr, Titel, Musiklabel, Platzierungen, Wochen, Auszeichnungen, Anmerkungen) | Höchstplatzierung, Gesamtwochen, AuszeichnungChartplatzierungen (Jahr, Titel, Musiklabel, Platzierungen, Wochen, Auszeichnungen, Anmerkungen) | Anmerkungen                                                |
| Jahr | Titel Musiklabel                                   | DE | AT | CH | UK | US | Anmerkungen                                                |
| ---- | -------------------------------------------------- | --- | --- | --- | --- | --- | ---------------------------------------------------------- |
| 2001 | The National The National / 4AD                    | — | — | — | — | — | Erstveröffentlichung: 30. Oktober 2001                     |
| 2003 | Sad Songs for Dirty Lovers 4AD                     | — | — | — | — | — | Erstveröffentlichung: 2. September 2003                    |
| 2005 | Alligator Beggars Banquet Records                  | — | — | — | UK— SilberUK | — | Erstveröffentlichung: 12. April 2005 Verkäufe: + 60.000    |
| 2007 | Boxer Beggars Banquet Records                      | — | — | — | UK57 Gold · (1 Wo.)UK | US68 (6 Wo.)US | Erstveröffentlichung: 21. Mai 2007 Verkäufe: + 100.000     |
| 2010 | High Violet 4AD                                    | DE10 (7 Wo.)DE | AT20 (7 Wo.)AT | CH14 (7 Wo.)CH | UK5 Gold · (8 Wo.)UK | US3 Gold · (21 Wo.)US | Erstveröffentlichung: 10. Mai 2010 Verkäufe: + 747.500     |
| 2013 | Trouble Will Find Me The National / 4AD            | DE11 (7 Wo.)DE | AT7 (5 Wo.)AT | CH6 (7 Wo.)CH | UK3 Gold · (12 Wo.)UK | US3 (25 Wo.)US | Erstveröffentlichung: 17. Mai 2013 Verkäufe: + 225.000     |
| 2017 | Sleep Well Beast The National / 4AD                | DE4 (4 Wo.)DE | AT5 (4 Wo.)AT | CH4 (3 Wo.)CH | UK1 Silber · (5 Wo.)UK | US2 (4 Wo.)US | Erstveröffentlichung: 8. September 2017 Verkäufe: + 60.000 |
| 2019 | I Am Easy to Find The National / 4AD               | DE2 (6 Wo.)DE | AT2 (4 Wo.)AT | CH2 (4 Wo.)CH | UK2 (3 Wo.)UK | US5 (2 Wo.)US | Erstveröffentlichung: 17. Mai 2019                         |
| 2023 | First Two Pages of Frankenstein The National / 4AD | DE6 (3 Wo.)DE | AT3 (2 Wo.)AT | CH5 (3 Wo.)CH | UK4 (2 Wo.)UK | US14 (2 Wo.)US | Erstveröffentlichung: 28. April 2023                       |
| 2023 | Laugh Track The National / 4AD                     | DE13 (1 Wo.)DE | AT21 (1 Wo.)AT | CH21 (2 Wo.)CH | UK24 (1 Wo.)UK | — | Erstveröffentlichung: 18. September 2023                   |

### Livealben
| Jahr | Titel Musiklabel                            | Höchstplatzierung, Gesamtwochen, AuszeichnungChartplatzierungen (Jahr, Titel, Musiklabel, Platzierungen, Wochen, Auszeichnungen, Anmerkungen) | Höchstplatzierung, Gesamtwochen, AuszeichnungChartplatzierungen (Jahr, Titel, Musiklabel, Platzierungen, Wochen, Auszeichnungen, Anmerkungen) | Höchstplatzierung, Gesamtwochen, AuszeichnungChartplatzierungen (Jahr, Titel, Musiklabel, Platzierungen, Wochen, Auszeichnungen, Anmerkungen) | Höchstplatzierung, Gesamtwochen, AuszeichnungChartplatzierungen (Jahr, Titel, Musiklabel, Platzierungen, Wochen, Auszeichnungen, Anmerkungen) | Anmerkungen                             |
| Jahr | Titel Musiklabel                            | DE | AT | CH | UK | Anmerkungen                             |
| ---- | ------------------------------------------- | --- | --- | --- | --- | --------------------------------------- |
| 2018 | Boxer (Live in Brussels) The National / 4AD | — | — | CH85 (1 Wo.)CH | UK70 (1 Wo.)UK | Erstveröffentlichung: 21. April 2018    |
| 2024 | Rome The National / 4AD                     | DE26 (1 Wo.)DE | AT63 (1 Wo.)AT | CH20 (1 Wo.)CH | UK71 (1 Wo.)UK | Erstveröffentlichung: 13. Dezember 2024 |

Weitere Livealben
- 2019: Juicy Sonic Magic (Live at Berkeley)

### EPs
- 2004: Cherry Tree
- 2008: The Virginia EP

### Singles
| Jahr | Titel Album                                | Höchstplatzierung, Gesamtwochen, AuszeichnungChartplatzierungen (Jahr, Titel, Album, Platzierungen, Wochen, Auszeichnungen, Anmerkungen) | Höchstplatzierung, Gesamtwochen, AuszeichnungChartplatzierungen (Jahr, Titel, Album, Platzierungen, Wochen, Auszeichnungen, Anmerkungen) | Anmerkungen                                                                           |
| Jahr | Titel Album                                | UK | US | Anmerkungen                                                                           |
| --- | ------------------------------------------ | --- | --- | ------------------------------------------------------------------------------------- |
| 2005 | Abel Alligator                             | UK83 (1 Wo.)UK | — | Erstveröffentlichung: 14. März 2005                                                   |
| Folgende Lieder erschienen nicht als Single, wurden aber durch das Album zum Download und Streaming bereitgestellt und konnten somit eine Platzierung erlangen: |                                            | | |                                                                                       |
| |                                            | | |                                                                                       |
| 2020 | Coney Island Evermore                      | UK— SilberUK | US63 (1 Wo.)US | Charteinstieg: 26. Dezember 2020 Verkäufe: + 255.000; Taylor Swift feat. The National |
| 2023 | The Alcott First Two Pages of Frankenstein | UK90 (1 Wo.)UK | — | Charteinstieg: 11. Mai 2023 feat. Taylor Swift                                        |

Weitere Singles
| - 2003: Slipping Husband - 2005: Secret Meeting - 2005: Lit Up - 2007: Mistaken for Strangers - 2007: Apartment Story - 2008: Fake Empire - 2010: Bloodbuzz Ohio - 2010: Anyone’s Ghost - 2010: Terrible Love - 2011: Wake Up Your Saints - 2011: Conversation 16 - 2011: Exile Vilify - 2013: Demons - 2013: Don’t Swallow the Cap - 2013: Sea of Love - 2013: Graceless - 2014: I Need My Girl (UK: Silber, US: Gold) | - 2017: The System Only Dreams in Total Darkness - 2017: Guilty Party - 2017: Carin at the Liquor Store - 2017: Day I Die - 2019: You Had Your Soul with You - 2022: Weird Goodbyes (feat. Bon Iver) - 2023: Tropic Morning News - 2023: New Order T-Shirt - 2023: Eucalyptus - 2023: Your Mind Is Not Your Friend (feat. Phoebe Bridgers) - 2023: Space Invader - 2023: Alphabet City - 2024: I Need My Girl (Live in Rome) - 2024: Lemonworld (Live in Rome) - 2024: The Geese of Beverly Road (Live in Rome) - 2024: Lit Up (Live in Rome) |

## Auszeichnungen für Musikverkäufe
| Goldene Schallplatte - Australien - 2016: für das Album Trouble Will Find Me - 2024: für das Lied Coney Island - Belgien - 2011: für das Album High Violet - Brasilien - 2024: für das Lied Coney Island - Dänemark - 2017: für das Album Trouble Will Find Me - Kanada - 2013: für das Album High Violet - 2014: für das Album Trouble Will Find Me - 2021: für die Single About Today - 2022: für die Single Bloodbuzz Ohio - 2023: für die Single Fake Empire - Neuseeland - 2019: für das Album Trouble Will Find Me - 2023: für das Album High Violet | 2× Goldene Schallplatte - Europa (Impala) - 2014: für das Album Trouble Will Find Me Platin-Schallplatte - Dänemark - 2020: für das Album High Violet - Kanada - 2023: für die Single I Need My Girl Diamantene Schallplatte - Europa (Impala) - 2011: für das Album High Violet |

Anmerkung: Auszeichnungen in Ländern aus den Charttabellen bzw. Chartboxen sind in ebendiesen zu finden.
| Land/RegionAuszeichnungen für Musikverkäufe (Land/Region, Auszeichnungen, Verkäufe, Quellen) | Silber     | Gold       | Platin     | Diamant  | Verkäufe  | Quellen             |
| -------------------------------------------------------------------------------------------- | ---------- | ---------- | ---------- | -------- | --------- | ------------------- |
| Australien (ARIA)                                                                            | —          | 2× Gold2   | —          | —        | 70.000    | aria.com.au         |
| Belgien (BRMA)                                                                               | —          | Gold1      | —          | —        | 15.000    | ultratop.be         |
| Brasilien (PMB)                                                                              | —          | Gold1      | —          | —        | 20.000    | pro-musicabr.org.br |
| Dänemark (IFPI)                                                                              | —          | Gold1      | Platin1    | —        | 30.000    | ifpi.dk             |
| Europa (Impala)                                                                              | —          | 2× Gold2   | —          | Diamant1 | (350.000) | impalamusic.org EU2 |
| Kanada (MC)                                                                                  | —          | 5× Gold5   | Platin1    | —        | 280.000   | musiccanada.com     |
| Neuseeland (RMNZ)                                                                            | —          | 2× Gold2   | —          | —        | 15.000    | radioscope.co.nz    |
| Vereinigte Staaten (RIAA)                                                                    | —          | 2× Gold2   | —          | —        | 1.000.000 | riaa.com            |
| Vereinigtes Königreich (BPI)                                                                 | 4× Silber4 | 3× Gold3   | —          | —        | 820.000   | bpi.co.uk           |
| Insgesamt                                                                                    | 4× Silber4 | 19× Gold19 | 2× Platin2 | Diamant1 |           |                     |

## Filme
- 2008 A Skin, a Night (Dokumentarfilm über die Entstehung von Boxer)
- 2014 Mistaken for Strangers (Dokumentation)